# Kotomi Ishizaki
Kotomi Ishizaki (石崎 琴美, Ishizaki Kotomi), née le 4 janvier 1979 à Obihiro (Japon), est une curleuse japonaise. Elle est médaillée d'argent aux Jeux olympiques de 2022, près de vingt ans après son titre aux Jeux asiatiques de 2003, son autre médaille mondiale.
Grâce à sa médaille d'argent lors des Jeux olympiques de 2022, elle est la plus vieille médaillée olympique des Jeux d'hiver du Japon à l'âge de 43 ans et 1 mois.

## Carrière
Kotomi Ishizaki est médaillée d'or aux Jeux asiatiques d'hiver de 2003. L'année précédente, elle avait servi en tant que remplaçante de l'équipe nationale japonaise aux Jeux olympiques d'hiver de 2002 où son équipe termine 8e
En 2007, elle intègre le Club de curling d'Aomori (en), une équipe représente régulièrement le Japon au niveau international, en remplacement de Sakurako Terada (en) qui prend sa retraite. L'année suivante, elles terminent 4e des Mondiaux féminins. Elle quitte l'équipe d'Aomori en 2013 avant d'intégrer l'équipe des Loco Solare en 2015.
En 2010, elle est la capitaine de l'équipe japonaise aux Jeux olympiques qui termine une nouvelle fois à la 8e place.
Vingt ans après sa première participation aux Jeux d'hiver, Ishizaki est de nouveau sélectionnée pour participer à une nouvelle édition. Bien qu'elle ne participe à aucun match en tant que remplaçante de l'équipe nationale japonaise, Kotomi Ishizaki remporte la médaille d'argent du tournoi féminin de curling lors des Jeux de 2022 avec Satsuki Fujisawa, Chinami Yoshida, Yumi Suzuki et Yurika Yoshida. Toutes les membres de cette équipe que sont les Loco Solare sont originaires de Kitami sauf Ishizaki. Cette médaille fait d'elle la plus vieille médaillée olympique japonaise aux Jeux d'hiver à 43 ans et 1 mois, dépassant le record de Noriaki Kasai, double médaillé aux Jeux olympiques d'hiver de 2014 à l'âge de 41 ans et 8 mois.

## Palmarès

### Jeux olympiques
- Jeux olympiques d'hiver de 2022 à Pékin ( Chine) :
  -  médaille d'argent du tournoi féminin

### Jeux asiatiques
- Jeux asiatiques d'hiver de 2003 à Aomori ( Japon) :
  -  médaille d'or du tournoi féminin